# La leggenda del drago rosso
La leggenda del drago rosso è un film wuxia del 1994 diretto da Corey Yuen e Wong Jing.

## Trama
Padre e figlio sopravvivono al massacro del proprio villaggio, attendono per sette anni il momento della vendetta cercando i colpevoli.